# Qorasuv
Qorasuv (usbekisch für schwarzes Wasser, nach dem veralteten kyrillischen Alphabet Қорасув, transkribiert auch als Korasuw oder Korassuw; russisch Карасу/Karasu oder Karassu) ist eine Grenzstadt im äußersten Osten Usbekistans an der Grenze zu Kirgisistan mit 27.453 Einwohnern (Berechnung für 2009).

## Geographie
Die Stadt ist durch den Shahrixonsoy, einen kanalisierten linken Nebenarm der Qoradaryo (Karadarja), der dort die Staatsgrenze bildet, von der sich auf der kirgisischen Seite anschließenden Stadt Karasuu getrennt.
Qorasuv gehört zum Bezirk (Tuman) Qoʻrgʻontepa der Viloyat Andijon.

## Geschichte
Der Ort hieß ursprünglich Karasu (russifizierte Form der turksprachigen Bezeichnung) und bildete in der Zeit des Russischen Reiches eine Einheit mit den heutigen kirgisischen Teil.
Durch die Bildung der Usbekischen und Kirgisischen SSR (zunächst als ASSR) in den 1920er-Jahren wurde der Ort verwaltungstechnisch geteilt. Der usbekische Teil wurde in den 1930er-Jahren nach dem sowjetischen Partei- und Staatsfünktionär Kliment Woroschilow in Woroschilowo umbenannt. 1958 erfolgte die erneute Umbenennung in (Possjolok) imeni Iljitscha, russisch für Iljitsch-Siedlung (nach dem Patronym Wladimir Iljitsch Lenins), später vereinfacht zu Iljitsch. Bis 1979 stieg die Einwohnerzahl auf 14.701, und 1980 erhielt die Siedlung unter dem Namen Iljitschowsk den Stadtstatus. 1989 hatte die Stadt 19.454 Einwohner.
Seit 1992 trägt die Stadt wieder den ursprünglichen Namen in der usbekischen Form. Im Mai 2005 kam es in Qorasuv zu Ausschreitungen, als viele Usbeken aufgrund der Unruhen in der nahe gelegenen Großstadt Andijon versuchten, nach Kirgisistan zu fliehen. Die Staatsgrenze ist von usbekischer Seite durch einen Stacheldrahtzaun gesichert.